# Jatirunggo
Jatirunggo is een bestuurslaag in het regentschap Semarang van de provincie Midden-Java, Indonesië. Jatirunggo telt 7078 inwoners (volkstelling 2010).